# Ácido docosapentaenoico
El ácido docosapentaenoico (DPA) designa cualquier ácido graso 22: 5 de cadena lineal, es decir, de cadena abierta, sin ramificar. Es un ácido graso poliinsaturado que contiene 22 carbonos y 5 enlaces dobles. El DPA se utiliza principalmente para designar dos isómeros: el ácido todo-cis-4,7,10,13,16-docosapentaenoico (es decir, 4Z, 7Z, 10Z, 13Z, 16Z-docosapentaenoico) y el ácido todo-cis-7,10,13,16,19-docosapentaenoico (es decir, ácido 7Z, 10Z, 13Z, 16Z, 19Z-docosapentaenoico). También se denominan comúnmente DPA n-6 y DPA n-3, respectivamente; estas designaciones describen la posición del doble enlace siendo 6 o 3 carbonos más cerca del carbono (omega) en el extremo metilo de la molécula y se basa en la diferencia biológicamente importante de que los ácidos grasos poliinsaturados n-6 y n-3 son clases totalmente separadas: los ácidos grasos omega-6 y ácidos grasos omega 3, respectivamente. Los mamíferos, incluidos los humanos, no pueden interconvertir estas dos clases y, por lo tanto, deben obtener ácidos grasos poliinsaturados esenciales de ambas clases en la dieta para mantener la salud normal (consulte los ácidos grasos esenciales).

## Isómeros

### ácidotodo-cis-4,7,10,13,16-docosapentaenoico (ácido de Osbond)

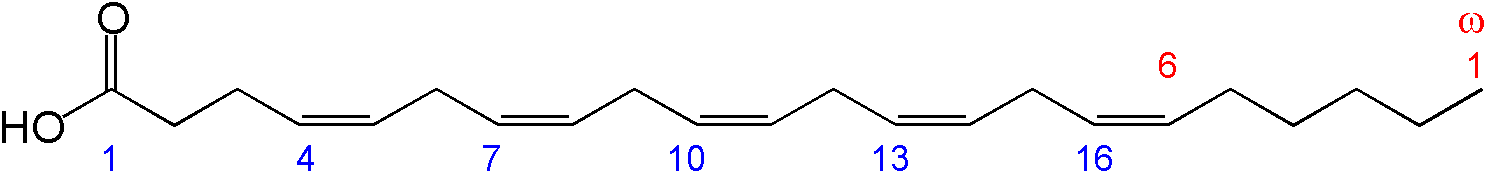
La estructura química del ácido de osbond que muestra las convenciones de numeración fisiológica (rojo) y química (azul).

El DPA n-6 es un ácido graso ω-6 con el nombre trivial de ácido de osbond. Está formado por elongación y desaturación escalonada del ácido araquidónico, es decir, en primer lugar se elonga el ácido araquidónico (5,8,11,14 - 20:4 n-6), formándose este intermedio de 22 carbonos (7,10,13,16 - 22:4 n-6) llamado trivialmente ácido adrénico. La retroconversión de este intermedio a DPA n-6 se lleva a cabo por una desaturasa Δ4.

### ácidotodo-cis-7,10,13,16,19-docosapentaenoico (ácido clupanodónico)

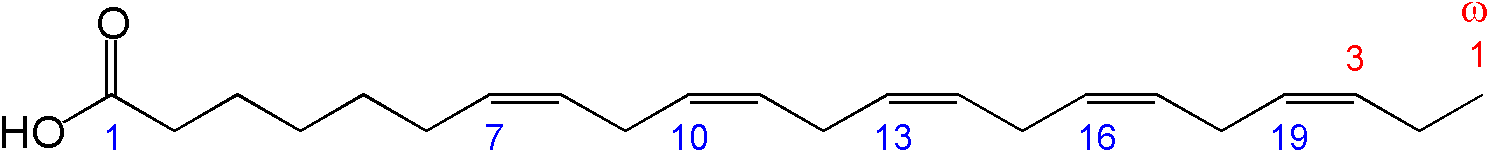
La estructura química del ácido clupanodónico que muestra las convenciones de numeración fisiológica (rojo) y numeración química (azul).

El DPA n-3 es un ácido graso ω-3 con el nombre trivial de ácido clupanodónico. Es un intermediario entre el ácido eicosapentaenoico (EPA, 5,8,11,14,17 - 20:5 n-3) y el ácido docosahexaenoico (DHA, 22:6 ω-3) en la ruta escalonada elongación-desaturación. Cuando la elongasa transforma el EPA en DPA n-3, la desaturasa Δ4 lo transforma en DHA.